# Principiul superpoziției
În fizică și în teoria sistemelor, principiul superpoziției (sau principiul suprapunerii) exprimă faptul că, pentru orice sistem liniar răspunsul generat la un moment dat și la o anumită poziție de către mai mulți stimuli este egal cu suma răspunsurilor generate de fiecare stimul în parte.
Printre domeniile în care se aplică acest principiu se pot enumera: studiul radiațiilor electromagnetice, optica, mecanica cuantică.

## Aplicații

### Mecanica clasică
Un caz particular al acestui principiu îl constituie principiul suprapunerii forțelor din mecanica clasică:
Dacă mai multe forțe acționează în același timp asupra unui corp, fiecare forță produce propria sa accelerație în mod independent de prezența celorlalte forțe, accelerația rezultantă fiind suma vectorială a accelerațiilor individuale.

### Mecanica cuantică
Un sistem cuantic, care este descris de funcțiile de undă {\displaystyle \Psi _{i},i\in \{1,2,,\cdots ,n\}} în stările cuantice {\displaystyle i\in \{1,2,,\cdots ,n\}}, atunci o stare posibilă a sistemului este descrisă de funcția:
{\displaystyle \Psi =\sum _{i=1}^{n}a_{i}\Psi _{i},}
unde {\displaystyle a_{i}i\in \{1,2,,\cdots ,n\}} sunt amplitudinile funcțiilor de undă.